# Лесли Айвазян
Лесли Айвазян е арменска актриса и драматург.

## Биография
Айвазян е носителка на наградата Роджър Л. Стивънс (1994) и Сюзън Смит Блекбърн (1996) за творбата си „Девет арменци“, продуцирана в Manhattan Theatre Club . Тя получава стипендия от Съвета по изкуствата в Ню Джърси и помощ от New Harmony Writers Project при разработването на пиесата. Многобройните ѝ произведения са продуцирани извън Бродуей, в големи регионални театри, както и в Полша и Словакия.
Освен писателските си постижения, Айвазян е и популярна актриса и преподавател. Тя също се участва във филмите Working Girl, Alice и Regarding Henry и е гост-звезда във франчайза „Закон и ред“ .
В момента Айвазян е преподавател в университета на Колумбия.

## Пиеси
- Ден на глухите
- Високо гмуркане
- Прекрасен ден
- Мама драма
- Девет арменци
- Ден на планиране
- Момчето на певицата
- Двадесет и четири години
- Накарай ме
- Изгубен в Йонкърс
- Едно голо момиче по Апиевия път
- Високо гмуркане

## Избрана филмография
- Работещо момиче (1988)
- Аз и той (1988)
- Попитай ме отново (1989)
- Алис (1990)
- Относно Хенри (1991)